# Stazione meteorologica di Riccione
La stazione meteorologica di Riccione è la stazione meteorologica di riferimento relativa alla città di Riccione (RN).

## Coordinate geografiche
La stazione meteo si trova nell'Italia nord-orientale, in Emilia-Romagna, in provincia di Rimini, nel comune di Riccione, a 11 metri s.l.m. e alle coordinate geografiche 44°00′N 12°39′E.

## Dati climatologici
In base alla media trentennale di riferimento 1961-1990, la temperatura media del mese più freddo, gennaio, si attesta a +4,3 °C; quella del mese più caldo, luglio, è di +23,3 °C.
Le precipitazioni medie annue, inferiori ai 600 mm e distribuite mediamente in 70 giorni, presentano un minimo in inverno e un picco in autunno, con massimo secondario in estate .
| Riccione            | Mesi | Mesi | Mesi | Mesi | Mesi | Mesi | Mesi | Mesi | Mesi | Mesi | Mesi | Mesi | Stagioni | Stagioni | Stagioni | Stagioni | Anno |
| Riccione            | Gen  | Feb  | Mar  | Apr  | Mag  | Giu  | Lug  | Ago  | Set  | Ott  | Nov  | Dic  | Inv      | Pri      | Est      | Aut      | Anno |
| ------------------- | ---- | ---- | ---- | ---- | ---- | ---- | ---- | ---- | ---- | ---- | ---- | ---- | -------- | -------- | -------- | -------- | ---- |
| T. max. media (°C)  | 6,6  | 10,0 | 13,2 | 17,5 | 21,8 | 24,9 | 27,3 | 26,9 | 23,1 | 18,5 | 13,0 | 7,8  | 8,1      | 17,5     | 26,4     | 18,2     | 17,6 |
| T. min. media (°C)  | 2,0  | 4,3  | 6,3  | 9,4  | 13,3 | 16,7 | 19,3 | 19,5 | 16,4 | 11,7 | 7,2  | 2,6  | 3,0      | 9,7      | 18,5     | 11,8     | 10,7 |
| Precipitazioni (mm) | 18   | 16   | 45   | 52   | 31   | 47   | 73   | 45   | 62   | 69   | 68   | 67   | 101      | 128      | 165      | 199      | 593  |
| Giorni di pioggia   | 4    | 4    | 7    | 7    | 6    | 6    | 4    | 4    | 6    | 6    | 9    | 7    | 15       | 20       | 14       | 21       | 70   |